# Karl Yune

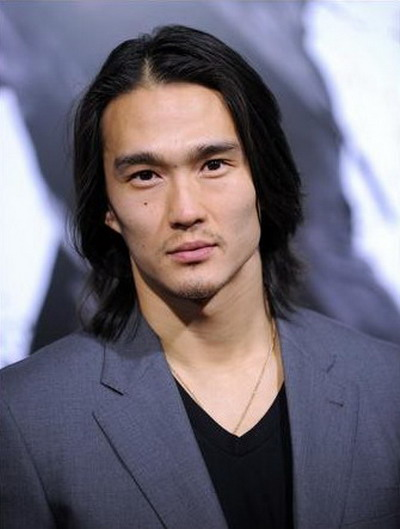
Karl Yune, 2010

Karl Yune (* 16. April 1975 in Washington, D.C.) ist ein amerikanischer Schauspieler. 

## Leben
Seit dem Jahre 2008 lebt Yune in Los Angeles. Sein älterer Bruder ist der Schauspieler Rick Yune. Er studierte Business, Literatur und Philosophie, bevor er seine Schauspielkarriere startete.

## Filmografie (Auswahl)
Filme
- 2004: Anacondas: Die Jagd nach der Blut-Orchidee (Anacondas: The Hunt for the Blood Orchid)
- 2004: Hold up (Kurzfilm)
- 2004: Miracle Mile (Kurzfilm)
- 2005: Die Geisha (Memoirs of a Geisha)
- 2006: Ken (Kurzfilm)
- 2007: Hers
- 2008: Speed Racer
- 2011: Real Steel
- 2015: The Invitation

Fernsehserien
- 2004: One on One (eine Folge)
- 2009: Knight Rider (eine Folge)
- 2014–2015: Arrow (19 Folgen)